# Кондоиди, Григорий Павлович
Григорий Павлович Кондоиди (1754—1817) — тайный советник, сенатор, секретарь орденов Св. Анны, Св. Александра Невского и Св. Андрея Первозванного.

## Биография
Родился в семье лейб-медика, тайного советника Павла Захаровича Кондоиди (1710—1760).
Служил в Коллегии иностранных дел.
При Павле I перешел на службу в капитул Российского кавалерственного ордена секретарем ордена Св. Анны (1797-1799). В августе 1799 года назначен секретарем ордена Св. Александра Невского, а через три месяца - секретарем ордена Св. Андрея Первозванного (1799-1800).
В 1804-1811 годах — президент Главного почтового правления. 16.04.1810 г. пожалован кавалером ордена Святой Анны I класса с алмазными знаками.
В 1811 году назначен сенатором в третий департамент сената.

## Награды
- Орден Святого Владимира 4-й степени (1784)
- Орден Святого Владимира 3-й степени (2 сентября 1793)[3]
- Орден Святой Анны 1-й степени (26 декабря 1799)[3]
- Орден Святого Иоанна Иерусалимского почётный командорский крест (1 января 1801)[3]

## Семья
Жена (с 24 апреля 1782 года) — Наталья Адамовна Олсуфьева (15.04.1758—30.12.1826), дочь статс-секретаря Екатерины II Адама Васильевича Олсуфьева и его жены Марии Васильевны Салтыковой (1728—1792). Ей перешел по наследству от матери особняк  по Английской набережной, 24. Дети:
- Елизавета Григорьевна (1786—1818), в замужестве Чуйкевич.
- Владимир Григорьевич (16.09.1788—23.08.1827), коллежский советник. Имел детей: Наталья (1820—1885), Григорий (06.03.1822—?), Софья, Валерия (10.10.1827—25.02.1887). Младшая дочь, Валерия, была замужем за К. К. Ренненкампфом и родила десятерых детей.